# 王训智
王训智（1949年7月—），男，汉族，河南长垣人，中华人民共和国政治人物，曾任中共鹤壁市委书记，河南省政协副主席，第十届全国人大代表。